# JPEG
Joint Photographic Experts Group (JPEG) är en standard för främst destruktiv komprimering av digitala bilder, speciellt fotografiska sådana, medelst lokala diskreta cosinustransformer utförda i 8*8-block följt av kvantisering. På rätt sorts bilder kan JPEG ge extremt god komprimeringsgrad med bibehållen kvalitet. JPEG är däremot direkt olämpligt på ritningar eller datorskapade bilder med raka linjer och skarpa kontraster, där kompressionsgraden blir mycket låg om bildkvaliteten inte ska försämras alltför mycket.

Från och med version 9,1 så finns möjligheten att spara utan att det blir en destruktiv komprimering.
Förkortningen uttalas oftast ji-pegg på svenska men ibland även jay-peg eller ji-pe-/e/-ge (bokstaverat).